# Arend Lijphart
Arend Lijphart (Apeldoorn, 17 d'agost de 1936) és un politòleg neerlandès, especialitzat en àmbits relacionats amb la política comparada, els sistemes electorals i sistemes de votació, les institucions democràtiques, i l'etnicitat.
Va rebre el seu doctorat en Ciències Polítiques a la Universitat Yale el 1963 després de presentar una tesi doctoral sobre la política dels Països Baixos en relació amb la descolonització de Guinea, després d'haver estudiat al Principia College entre 1955 i 1958 i a la Universitat de Leiden entre 1958 i 1962. Entre 1968 i 1978 va ser professor de ciències polítiques a la Universitat de Leiden on havia estudiat, i des de 1978 fins a l'actualitat exerceix de professor a la Universitat de Califòrnia a San Diego.
El 1989 va ser escollit membre de l'Acadèmia Nord-americana de les Arts i les Ciències, i entre 1995 i 1996 va ser president de l'Associació Americana de Ciència Política. El 1997 va ser guardonat amb el prestigiós premi Johan Skytte.
Tot i que ha passat la major part de la seva vida treballant als Estats Units i és ciutadà estatunidenc, ha recuperat ja la seva ciutadania neerlandesa i actualment disposa de doble nacionalitat.

## Aportació a la ciència política
Lijphart és considerat el pare del consociativisme, o la forma en què les societats segmentades aconsegueixen mantenir la democràcia compartint el poder. Lijphart va desenvolupar aquest concepte en la seva primera gran obra, The Politics of Accommodation, un estudi sobre el sistema polític neerlandès, i va desenvolupar els seus arguments a La democràcia en les societats plurals. En estudis més recents, Lijphart ha arribat a preferir el terme «consens» en lloc de «consociació», encara que el seu èmfasi teòric segueix sent el mateix.
En la seva obra posterior es va centrar en els contrastos més amplis entre les democràcies. En el seu llibre més famós, Models de Democràcia (originalment Patterns of Democracy), publicat en anglès el 1989 i en castellà el 2000, hi descriu les institucions polítiques de trenta-sis països diferents. Lijphart compara i analitza els òrgans legislatius i executius, partits, sistemes electorals i tribunals, divideix les democràcies en dos models (el «model de Westminster» i el «model de consens») i conclou que democràcia basada en el consens és més «agradable» que el majoritari.
Lijphart ha reconegut, en una entrevista, considerar-se empirista. En la mateixa font, Lijphart apel·la a la teoria de l'elecció racional i a la literatura marxista com a lectures de formació.